# Cantone di Sainte-Maure-de-Touraine
Il Cantone di Sainte-Maure-de-Touraine è una divisione amministrativa dell'arrondissement di Chinon.
A seguito della riforma approvata con decreto del 18 febbraio 2014, che ha avuto attuazione dopo le elezioni dipartimentali del 2015, è passato da 12 a 43 comuni.

## Composizione
I 12 comuni facenti parte prima della riforma del 2014 erano:
- Antogny-le-Tillac
- Maillé
- Marcilly-sur-Vienne
- Neuil
- Nouâtre
- Noyant-de-Touraine
- Ports-sur-Vienne
- Pouzay
- Pussigny
- Sainte-Catherine-de-Fierbois
- Sainte-Maure-de-Touraine
- Saint-Épain

Dal 2015 i comuni appartenenti al cantone sono i seguenti 43:
- Anché
- Antogny-le-Tillac
- Assay
- Avon-les-Roches
- Braslou
- Braye-sous-Faye
- Brizay
- Champigny-sur-Veude
- Chaveignes
- Chezelles
- Courcoué
- Cravant-les-Côteaux
- Crissay-sur-Manse
- Crouzilles
- Faye-la-Vineuse
- L'Île-Bouchard
- Jaulnay
- Lémeré
- Ligré
- Luzé
- Maillé
- Marcilly-sur-Vienne
- Marigny-Marmande
- Neuil
- Nouâtre
- Noyant-de-Touraine
- Panzoult
- Parçay-sur-Vienne
- Ports-sur-Vienne
- Pouzay
- Pussigny
- Razines
- Richelieu
- Rilly-sur-Vienne
- Saint-Épain
- Sainte-Catherine-de-Fierbois
- Sainte-Maure-de-Touraine
- Sazilly
- Tavant
- Theneuil
- La Tour-Saint-Gelin
- Trogues
- Verneuil-le-Château